# Международный комитет Красного Креста

Красный крест — основная эмблема Международного Движения Красного Креста и Красного Полумесяца

Английский летучий отряд Красного Креста на Западном фронте. Начало 1916 года

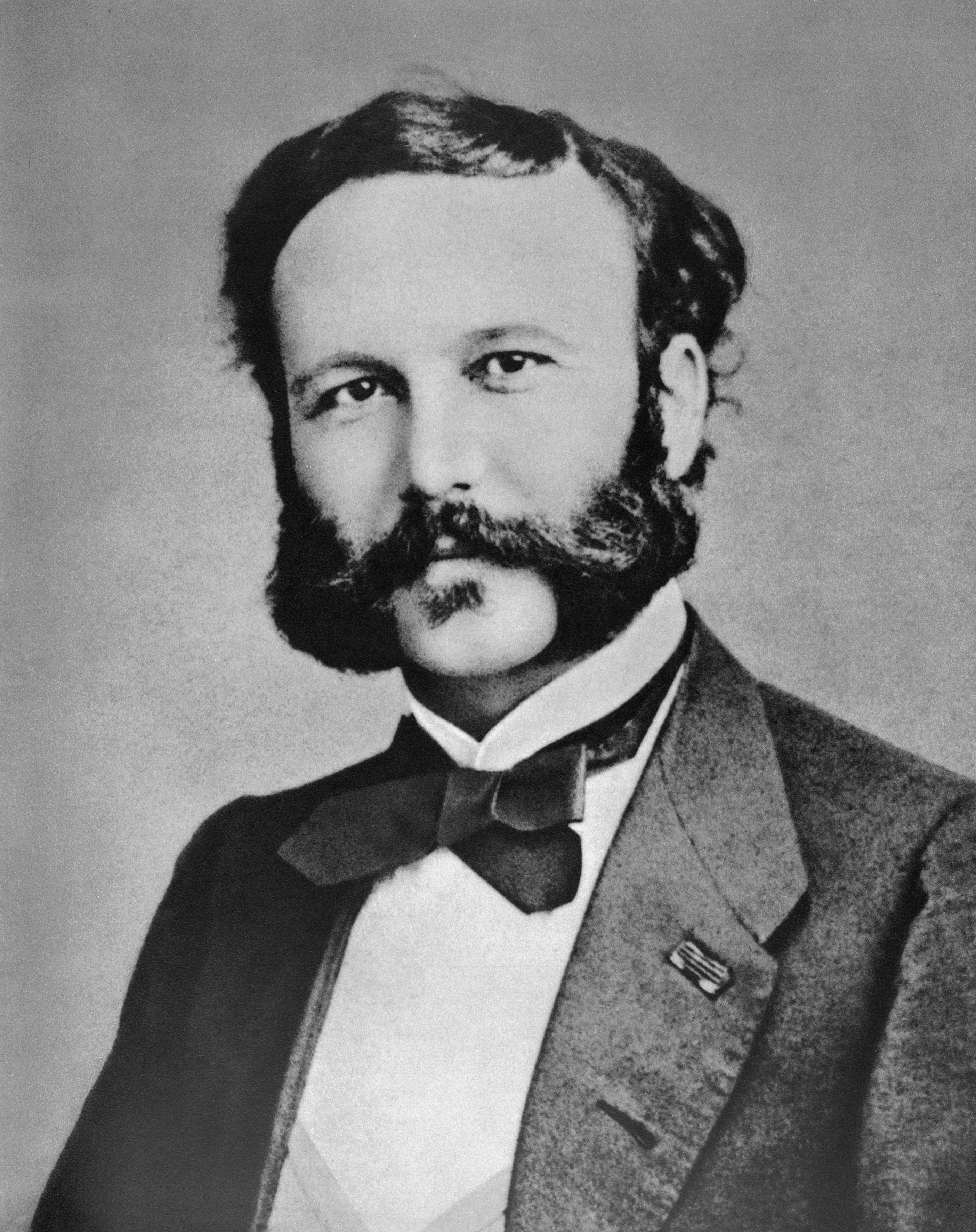
Анри Дюнан (1828—1910)

Междунаро́дный Комите́т Кра́сного Креста́ (сокращённо МККК, англ. International Committee of the Red Cross; ICRC, фр. Comité international de la Croix-Rouge) — гуманитарная организация, осуществляющая свою деятельность во всём мире, исходя из принципов нейтральности и беспристрастности. Она предоставляет защиту и оказывает помощь пострадавшим в вооружённых конфликтах и внутренних беспорядках, является составной частью Международного движения Красного Креста и Красного Полумесяца.
В 1864 году состоялась первая международная Конференция Международного Комитета Красного Креста.
Штаб-квартира находится в Женеве.

## История
Швейцарский бизнесмен и писатель Анри Дюнан в 1859 году стал случайным свидетелем битвы при Сольферино между объединёнными войсками Франции, Пьемонта и Сардинии с одной стороны и австрийской армии с другой. Дюнана потрясли картины кровопролития и человеческих страданий. После в местной церкви он открывает госпиталь, где начинает оказывать раненым первую доврачебную помощь. Ему помогали все, кто мог: женщины, бабушки, дедушки, дети и даже раненые солдаты, которые могли принести воды или помочь оказать доврачебную помощь. После возвращения в Женеву Дюнан написал книгу «Воспоминание о битве при Сольферино» и решил сделать всё возможное, чтобы в дальнейшем уменьшить страдания воинов.
Книга получила серьёзные отклики, в итоге в феврале 1863 года благотворительная организация «Женевское общество благоденствия» сформировала комитет из пяти человек, перед которым была поставлена задача рассмотреть предложения Дюнана. Позднее, в том же году, в Женеве была созвана международная конференция, на которой и был основан Красный Крест. В качестве эмблемы общества был выбран швейцарский флаг, на котором цвет красного поля был изменён на белый, а цвет белого креста — на красный. Комитет пяти впоследствии получил название «Международный Комитет Красного Креста» (МККК).
МККК работает в горячих точках — например, в Афганистане, Ираке, Йемене, Конго, Сирии, Украине, ЦАР, Эфиопии и Южном Судане.

## О МККК
Международный Комитет Красного Креста (МККК) видит свою задачу в том, чтобы предоставлять защиту и оказывать помощь пострадавшим в вооружённых конфликтах и ситуациях насилия внутри стран. Принцип, которым руководствуется МККК, заключается в том, что даже война должна вестись в определённых рамках, накладывающих ограничения на методы и средства ведения военных действий и поведение воюющих сторон. Свод основанных на этом принципе правил составляет международное гуманитарное право, в основе которого лежат Женевские конвенции. Женевские конвенции подписали все государства мира, что делает их наиболее универсальными из всех международных соглашений.
Международный Комитет Красного Креста (МККК) — независимая и нейтральная организация. Согласно мандату, предоставленному Международному Комитету Красного Креста мировым сообществом, и руководствуясь принципом беспристрастности, организация оказывает помощь лицам, содержащимся под стражей, больным, раненым и гражданским лицам, пострадавшим в результате вооружённых конфликтов.
Представительства организации, где в общей сложности работают более 12 тысяч человек, расположены почти в 80 странах мира. В ситуациях вооружённых конфликтов координирует деятельность национальных обществ Красного Креста и Красного Полумесяца и объединяющей их Международной Федерации.
МККК, национальные общества и Международная Федерация составляют Международное Движение Красного Креста и Красного Полумесяца.

## Мандат МККК
МККК не является международной или межправительственной организацией в юридическом смысле. Однако признание его в важнейших международных договорах, таких, как Женевские конвенции, определяет его международный статус и мандат, обеспечивает привилегии и иммунитеты, сравнимые с таковыми для ООН. Эти условия включают освобождение от налогов и таможенных сборов, неприкосновенность помещений и документов и иммунитет от судебного вмешательства.
МККК — беспристрастная, нейтральная и независимая организация, занимающаяся выполнением исключительно гуманитарной миссии по защите жизни и достоинства жертв войны и внутреннего насилия и оказанию помощи пострадавшим.
МККК занимается координацией усилий Международного Движения Красного Креста и Красного Полумесяца по оказанию гуманитарной помощи в ситуации вооружённого конфликта и распространению знаний о международном гуманитарном праве и универсальных гуманитарных принципах с целью предотвращения страданий людей.
МККК был трижды удостоен Нобелевской премии мира — в 1917, 1944 и 1963 годах.

## Структура
Согласно Уставу МККК:
- является независимой гуманитарной организацией, обладающей особым статусом;
- является одной из составных частей Международного движения Красного Креста и Красного Полумесяца;
- является ассоциацией, деятельность которой определяется статьёй 60 и следующими за ней статьями Гражданского кодекса Швейцарии;
- является юридическим лицом по законодательству Швейцарии.

В члены МККК могут быть кооптированы граждане Швейцарии, число членов комитета — от 15 до 25. МККК вправе избирать почётных членов.
Основные органы управления МККК:
- Ассамблея (верховный орган управления)
- Совет Ассамблеи (орган, действующий по поручению Ассамблеи)
- Президент и его заместители (обеспечивают деятельность Ассамблеи, Совета Ассамблеи и несут ответственность за внешние связи МККК)
- Директорат (исполнительный орган, состоит из Генерального директора и трёх директоров)
- Контрольный орган.

Президенты МККК:
- 1863—1864: Дюнан, Анри
- 1863—1864: Дюфур, Гийом-Анри
- 1864—1910: Муанье, Гюстав
- 1910—1928: Адор, Гюстав
- 1928—1944: Макс Губер
- 1944—1948: Буркхардт, Карл Якоб
- 1948—1955: Рюггер, Пауль
- 1955—1964: Леопольд Буасье[нем.]
- 1964—1969: Самуэль Гонард[нем.]
- 1969—1973: Марсель Навиль[нем.]
- 1973—1976: Эрик Мартин
- 1976—1987: Александр Хэй[нем.]
- 1987—1999: Корнелио Соммаруга[англ.]
- 2000—2012: Келленбергер, Якоб
- 2012—2022: Петер Маурер
- 2022—н.в.: Мирьяна Спольярич―Эггер[англ.]

## Финансирование и бюджет
МККК финансируется за счёт добровольных пожертвований, которые делают государства-участники Женевских конвенций (правительства), национальные общества Красного Креста и Красного Полумесяца, межгосударственные организации (например, Европейская комиссия), а также общественные и частные структуры.
В конце каждого года МККК проводит кампанию по сбору средств для финансирования как
деятельности штаб-квартиры, так и операций, осуществляемых на местах. Оперативная,
статистическая и финансовая информация по расходованию средств находит своё отражение в годовом отчёте организации.

## Персонал МККК
Более 1200 делегатов и специалистов различного профиля работают сегодня в делегациях МККК в различных странах мира. В выполнении поставленных задач им помогают около 9 000 местных сотрудников и почти 800 сотрудников штаб-квартиры МККК в Женеве. Для работы в МККК необходимы такие качества, как командный дух, любовь к межкультурному общению, а также умение взаимодействовать с самыми разными людьми, бороться со стрессом и находить выход из сложных ситуаций.
В декабре 2023 года генеральным директором МККК был назначен Пьер Кренбюль. С 2014 по 2019 год Кренбюль работал генеральным комиссаром Ближневосточного агентства ООН для помощи палестинским беженцам и организации работ (БАПОР). В СМИ Кренбюля обвиняли во взяточничестве и создании должности «специального советника», на которую он назначил, как утверждалось, свою любовницу Марию Мохаммеди, после чего он вынужден был уйти из БАПОР.

## Основополагающие принципы
Международный Комитет Красного Креста придерживается фундаментальных принципов Международного движения Красного Креста и Красного Полумесяца, основанные на стремлении людей к миру и согласию и провозглашённые в Вене на ХХ Международной конференции Красного Креста и Красного Полумесяца в 1965 году.
Принципы МККК:
- Гуманность;
- Беспристрастность;
- Нейтральность;
- Независимость;
- Добровольность;
- Единство;
- Универсальность.